# Bombardeio da embaixada chinesa em Belgrado

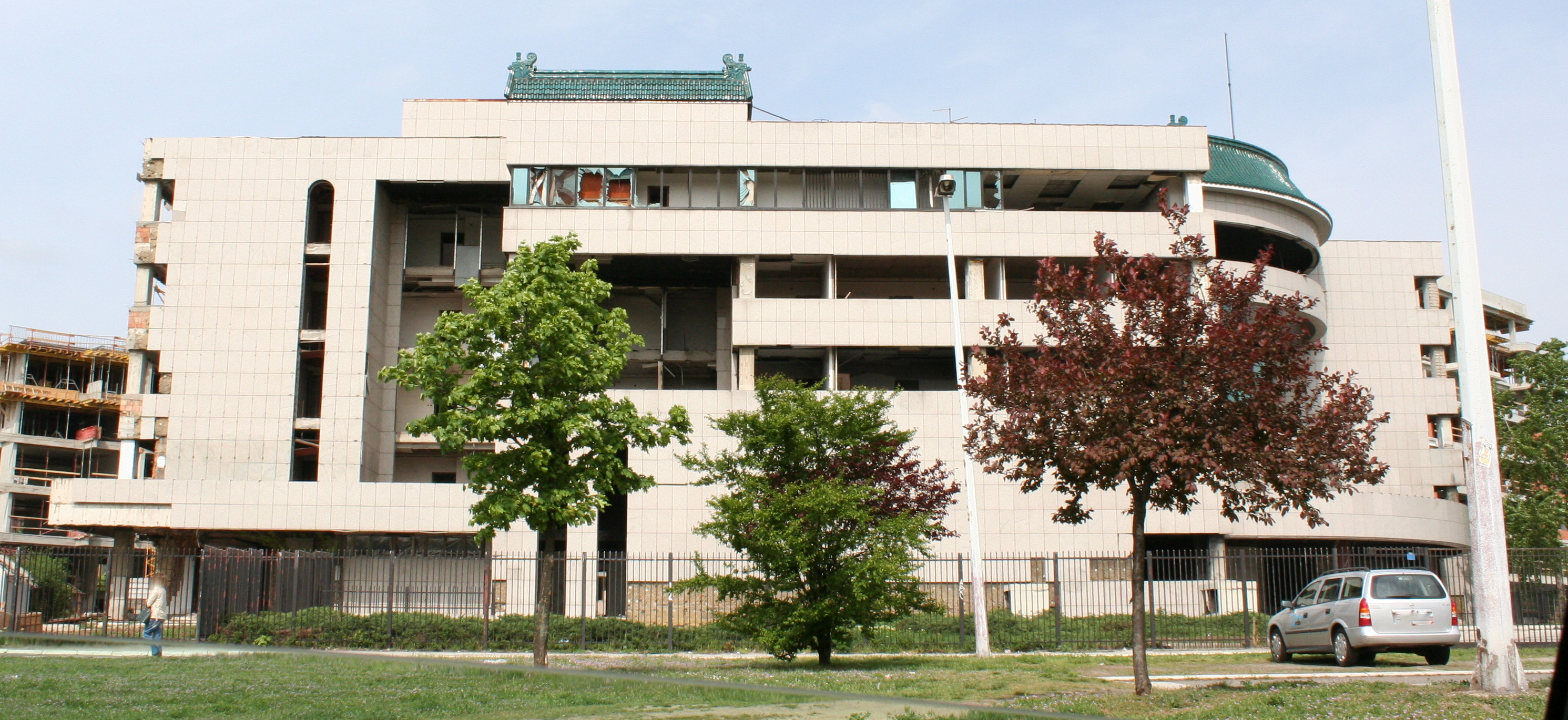
A Embaixada da China em Belgrado 10 anos após o ocorrido

O bombardeio da Embaixada da República Popular da China em Belgrado ocorreu em 7 de maio de 1999, durante o bombardeio da OTAN à Iugoslávia (Operação Força Aliada). Cinco bombas JDAM lançadas pelos Estados Unidos atingiram a embaixada chinesa no distrito de Belgrado em Nova Belgrado, matando três jornalistas chineses e indignando a opinião pública chinesa. O presidente dos EUA, Bill Clinton, pediu desculpas formalmente pelo atentado, chamando-o de acidental.
De acordo com o governo dos EUA, a intenção era bombardear a vizinha Direcção Federal de Abastecimento e Aquisição da Iugoslávia. O diretor da Agência Central de Inteligência (CIA), George Tenet, testemunhou perante uma comissão do Congresso que o atentado foi o único da campanha organizada e dirigida por sua agência, e que a CIA havia identificado as coordenadas erradas de um alvo militar iugoslavo na mesma rua. O governo chinês emitiu um comunicado no dia do ataque, dizendo que foi um "ato bárbaro".